# Рова (Домжале)
Рова (словен. Rova) — поселення в общині Домжале, Осреднєсловенський регіон, Словенія. 
Висота над рівнем моря: 338,3 м.